# غاريث همفريز
غاريث همفريز (بالإنجليزية: Gareth Humphreys)‏ هو لاعب بولينغ بريطاني، ولد في 15 نوفمبر 1935.

## روابط خارجية
- غاريث همفريز على موقع اتحاد ألعاب الكومنولث (مؤرشف) (الإنجليزية)